# Yzeures-sur-Creuse
 Yzeures sur Creuse  es una comuna francesa, situada en la región de  Centro-Valle del Loira, departamento de Indre y Loira, en el distrito de Loches y cantón de Descartes.
 La comuna es atravesada por el río Creuse (en occitano Cruesa) y el rio Gartempe.
El gentilicio de los habitantes de Yzeures es yzeurois o yzeuroise.

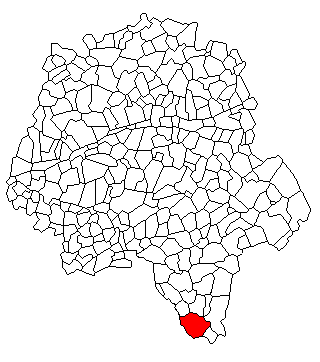
Yzeures sur Creuse en el departamento de Indre y Loira.

## Demografía
| Gráfica de evolución demográfica de Yzeures-sur-Creuse entre 2006 y 2018 |
|                                                                          |

Fuentes: INSEE.

## Cultura

### Monumentos y sitios de interés
- Dolmen de La Pierre Levée

- Solariega de Granges siglo XVI (monumento histórico)

- Castillo de Harambure siglo XVIII y siglo XIX

- Castillo de Pairé o Péré siglo XV

- Castillo de Thou siglo XVI (monumento histórico)

- Castillo de Marigny siglo XVII

- Solariega de Gaudru siglo XV/siglo XVI

- Castillo de La Motte siglo XIX

### Museos
- El Museo de Minerva : Museo Arqueológico

- El Museo Mado Robin

## Personajes célebres
- Mado Robin, conocida como Mado Robin (Yzeures sur Creuse, Turena, 29 de diciembre de 1918 - París, 10 de diciembre de 1960) era una soprano de coloratura francesa.
- Agnès Sorel, amante de Carlos VII de Francia, nace en Yzeures en 1420.